# Patom-felföld
A Patom-felföld (oroszul Патомское нагорье [Patomszkoje nagorje]) tájegység Oroszországban, Szibéria déli részén, a bajkálontúli északi felföldek egyike. Közigazgatásilag zömmel az Irkutszki területhez, délkeleti pereme a Bajkálontúli határterülethez tartozik.

## Jellemzői
A Vityim alsó folyása és a Csara (a Léna mellékfolyója) között helyezkedik el, északon a Léna széles völgye képezi a határt. Délnyugaton a Vityim választja el az Észak-bajkáli-felföldtől, keleten a Csara völgyén túl az Oljokma–Csara-felföld terül el.
Kiterjedése észak–déli és nyugat–keleti irányban egyaránt nagyjából 300 km. Délkeleti része a magasabb, legmagasabb pontja 1924 m. A mély völgyekkel tagolt, 1200–1300 m magas hegyek erősen lekopott, sík tetőiből csak ritkán emelkednek élesebb sziklacsúcsok. Központi és északi részeit a Lénába torkolló Nagy-Patom mellékfolyói szabdalták fel.
A hegyoldalakat kb. 1000 m magasságig főként vörösfenyőből álló hegyi tajga borítja, melyet magasabban törpenyír, többféle cserje, 1200 m fölött pedig köves tundra vált fel. Sokfelé láthatók kiterjedt kőtengerek, a meredek lejtőkön pedig hegyomlások.
A felföld déli peremén, a Vityim partján fekszik Bodajbo város, korábbi évszázadokban az aranyások, később pedig az aranybányászat központja.